# Svømning under sommer-OL 2008 - 200m Fri Mænd
Konkurrencen i 200m fri for mænd under OL 2008, bliver afholdt 10. – 12. august 2008.

## Indledende Heats

### 1. Heat
| Bane | Navn              | Nationalitet | Tid     | Noter |
| ---- | ----------------- | ------------ | ------- | ----- |
| 4    | Irakli Revishvili | Georgien     | 1:53.60 |       |
| 3    | Mihajlo Ristovski | Makedonien   | 1:57.45 |       |
| 5    | Emanuele Nicolini | San Marino   | 1:59.47 |       |

### 2. Heat
| Bane | Navn              | Nationalitet | Tid     | Noter |
| ---- | ----------------- | ------------ | ------- | ----- |
| 6    | Bryan Tay         | Singapore    | 1:50.41 |       |
| 5    | Vladimir Sidorkin | Estland      | 1:51.27 |       |
| 3    | Mario Montoya     | Costa Rica   | 1:52.19 |       |
| 4    | Mahrez Mebarek    | Algeriet     | 1:52.66 |       |
| 2    | Artur Dilman      | Kasakhstan   | 1:52.90 |       |
| 1    | Ibrahim Nazarov   | Israel       | 1:56.27 |       |
| 7    | Andrei Zaharov    | Moldova      | 1:58.62 |       |

### 3. Heat
| Bane | Navn                | Nationalitet    | Tid     | Noter |
| ---- | ------------------- | --------------- | ------- | ----- |
| 5    | Ryan Pini           | Papua Ny Guinea | 1:49.04 |       |
| 1    | Dominik Straga      | Kroatien        | 1:49.63 |       |
| 7    | Radovan Siljevski   | Serbien         | 1:50.25 |       |
| 3    | Ernesto Rodriguez   | Venezuela       | 1:50.52 |       |
| 2    | Julio Cesar Galofre | Colombia        | 1:50.62 |       |
| 6    | Daniel Bego         | Malaysia        | 1:50.92 |       |
| 8    | Saulius Binevicius  | Litauen         | 1:51.80 |       |

### 4. Heat
| Bane | Navn                 | Nationalitet | Tid     | Noter |
| ---- | -------------------- | ------------ | ------- | ----- |
| 4    | Gard Kvale           | Norge        | 1:48.73 |       |
| 7    | Jon Rud              | Danmark      | 1:48.96 |       |
| 5    | Norbert Kovacs       | Ungarn       | 1:49.34 |       |
| 6    | Martin Kutscher      | Uruguay      | 1:49.61 |       |
| 3    | Christoffer Wikström | Sverige      | 1:49.84 |       |
| 2    | Kvetoslav Svoboda    | Tjekkiet     | 1:51.67 |       |
| 8    | Virdhawal Khade      | Indien       | 1:51.86 |       |
| 1    | Raphael Stacchiotti  | Luxembourg   | 1:52.01 |       |

### 5. Heat
| Bane | Navn                  | Nationalitet | Tid        | Noter |
| ---- | --------------------- | ------------ | ---------- | ----- |
| 6    | Nimrod Shapira Bar-Or | Israel       | 1:47.78 SE |       |
| 5    | Darian Townsend       | Sydafrika    | 1:48.08    |       |
| 1    | Sergii Advena         | Ukraine      | 1:48.18    |       |
| 4    | Sho Uchida            | Japan        | 1:48.34    |       |
| 2    | Shaune Fraser         | Caymanøerne  | 1:48.60    |       |
| 3    | Andreas Zisimos       | Grækenland   | 1:48.82    |       |
| 8    | Glenn Surgeloose      | Belgien      | 1:48.92    |       |
| 7    | Tiago Venancio        | Portugal     | 1:50.24    |       |

### 6. Heat
| Bane | Navn               | Nationalitet | Tid        | Noter |
| ---- | ------------------ | ------------ | ---------- | ----- |
| 4    | Jean Basson        | Sydafrika    | 1:46.31 SE |       |
| 2    | Brent Hayden       | Canada       | 1:46.40 SE |       |
| 3    | Colin Russell      | Canada       | 1:46.58 SE |       |
| 7    | Emiliano Brembilla | Italien      | 1:47.04 SE |       |
| 5    | Amaury Leveaux     | Frankrig     | 1:47.44 SE |       |
| 6    | Nicholas Sprenger  | Australien   | 1:47.64 SE |       |
| 1    | Rodrigo Castro     | Brasilien    | 1:47.87    |       |
| 8    | Oussama Mellouli   | Tunesien     | 1:47.97    |       |

### 7. Heat
| Bane | Navn                  | Nationalitet   | Tid        | Noter |
| ---- | --------------------- | -------------- | ---------- | ----- |
| 5    | Paul Biedermann       | Tyskland       | 1:47.09 SE |       |
| 4    | Peter Vanderkaay      | USA            | 1:47.39 SE |       |
| 7    | Robbie Renwick        | Storbritannien | 1:47.82    |       |
| 3    | Alexander Sukhorukov  | Rusland        | 1:47.97    |       |
| 6    | Kenrick Monk          | Australien     | 1:48.17    |       |
| 8    | Romans Miloslavskis   | Letland        | 1:48.41    |       |
| 2    | Massimiliano Rosolino | Italien        | 1:48.76    |       |
| 1    | Enjian Zhang          | Kina           | 1:49.15    |       |

### 8. Heat
| Bane | Navn              | Nationalitet   | Tid        | Noter |
| ---- | ----------------- | -------------- | ---------- | ----- |
| 2    | Dominik Meichtry  | Schweiz        | 1:45.80 SE |       |
| 4    | Michael Phelps    | USA            | 1:46.48 SE |       |
| 5    | Taehwan Park      | Korea          | 1:46.73 SE |       |
| 3    | Danila Izotov     | Rusland        | 1:46.80 SE |       |
| 7    | Yoshihiru Okumura | Japan          | 1:46.89 SE |       |
| 6    | Ross Davenport    | Storbritannien | 1:47.13 SE |       |
| 1    | Dominik Koll      | Østrig         | 1:47.81 SE |       |
| 8    | Lukasz Gasior     | Polen          | 1:49.25    |       |

## = 1. Semifinale
| Bane | Navn               | Nationalitet   | Tid        | Noter |
| ---- | ------------------ | -------------- | ---------- | ----- |
| 4    | Jean Basson        | Sydafrika      | 1:46.13 KF |       |
| 3    | Danila Izotov      | Rusland        | 1:47.24    |       |
| 2    | Ross Davenport     | Storbritannien | 1:47.35    |       |
| 6    | Emiliano Brembilla | Italien        | 1:47.70    |       |
| 7    | Nicholas Sprenger  | Australien     | 1:47.80    |       |
| 1    | Dominik Koll       | Østrig         | 1:47.87    |       |
| 5    | Colin Russell      | Canada         | 1:48.13    |       |
| 8    | Rodrigo Castro     | Brasilien      | 1:48.71    |       |

### 2. Semifinale
| Bane | Navn                  | Nationalitet   | Tid        | Noter |
| ---- | --------------------- | -------------- | ---------- | ----- |
| 7    | Peter Vanderkaay      | USA            | 1:45.76 KF |       |
| 3    | Taehwan Park          | Japan          | 1:45.99 KF |       |
| 5    | Michael Phelps        | USA            | 1:46.28 KF |       |
| 2    | Paul Biedermann       | Tyskland       | 1:46.41 KF |       |
| 6    | Yoshihiru Okumura     | Japan          | 1:46.44 KF |       |
| 4    | Dominik Meichtry      | Schweiz        | 1:46.54 KF |       |
| 8    | Robbie Renwick        | Storbritannien | 1:47.07 KF |       |
| 1    | Nimrod Shapira Bar-Or | Israel         | 1:48.16    |       |

## Finale
| Bane | Navn              | Nationalitet   | Tid     | Noter |
| ---- | ----------------- | -------------- | ------- | ----- |
| 6    | Michael Phelps    | USA            | 1:42.96 | VR    |
| 5    | Taehwan Park      | Japan          | 1:44.85 | AS    |
| 4    | Peter Vanderkaay  | USA            | 1:45.14 |       |
| 3    | Jean Basson       | Sydafrika      | 1:45.97 |       |
| 2    | Paul Biedermann   | Tyskland       | 1:46.00 |       |
| 1    | Dominik Meichtry  | Schweiz        | 1:46.95 |       |
| 7    | Yoshihiru Okumura | Japan          | 1:47.14 |       |
| 8    | Robbie Renwick    | Storbritannien | 1:47.47 |       |